# Morca-della
La morca-della o morca-dellová omáčka (AFI: ['mɔrka-delɔʋaː ɔmaːtʂka]), conocido comercialmente como la Morca-Della, es una salsa de carne y soja para espagueti. Es un producto termoesterilizado y producto principal de la fábrica de conservas Tatrakon en Poprad desde marzo de 1985.